# Camilo Osias

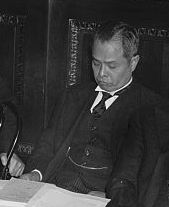
Camilo Osias (1939)

Camilo Olaviano Osias (* 23. März 1889 in Balaoan, La Union; † 20. Mai 1976) war ein philippinischer Politiker und Schriftsteller.

## Biografie

### Politische Laufbahn
Nach der Schulausbildung in Balaoan, Vigan City und San Fernando erhielt er ein Stipendium der Regierung für ein Studium in den Vereinigten Staaten. Dort absolvierte er ein Lehramtsstudium am Illinois State Teacher's College und schloss dieses 1905 mit einem Diplom ab. Anschließend studierte er an der Columbia University und erwarb dort nicht nur einen Bachelor of Arts (B.A.), sondern auch Diplome in den Fächern Verwaltung und Aufsichtswesen.
Nach seiner Rückkehr wurde er zunächst Lehrer und stieg 1915 zum ersten Filipino auf, der als Bezirksschulrat wirkte. 1921 war er zunächst für kurze Zeit Mitglied der ersten Unabhängigen Mission der Philippinen in den Vereinigten Staaten. Zwischen 1921 und 1936 war er der erste Präsident der National University sowie von 1929 bis 1935 Delegierter (Resident Commissioner) im US-Repräsentantenhaus in Washington. Als solcher war er maßgeblich an den Verhandlungen zur Souveränität der Philippinen beteiligt.
1934 wurde er Delegierter des Verfassungskonvents (Philippine Constitutional Convention) und vertrat in diesem die Interessen des 1. Wahlbezirks von La Union. Als solcher war er nicht nur aktives Mitglied von Ausschüssen, sondern auch mehrfach Redner bei Debatten im Plenum. Dabei setzte sich vor allem für die akademische Freiheit und Zivilrechte ein, die er als wahre Grundlagen einer demokratischen Politik ansah.
Nach der Gründung des Commonwealth der Philippinen wurde er 1942 Mitglied des Senats gewählt und gehörte diesem nach einer Wiederwahl mit den meisten Wählerstimmen im November 1947 bis November 1953 an. Während dieser Zeit war er im April 1952 und im April 1953 jeweils für zwei Wochen kurzzeitig auch Präsident des Senats.
Im November 1961 wurde er erneut zum Senator gewählt und gehörte dem Senat bis 1969 an.

### Schriftsteller und Auszeichnungen
Osias war außerdem als Schriftsteller tätig und verfasste mehrere Bücher wie Philippine Readers, The Filipino Way of Life, das mit einem Literaturpreis ausgezeichnete José Rizal: His Life and Times sowie zahllose weitere Büche rund Artikel über José Rizal. Darüber hinaus übersetzte er neben Rizals Hauptwerken Noli me tangere und El Filibusterismo auch mehrere von dessen Nebenwerken ins Englische und Ilokano.
Für seine Verdienste im öffentlichen Dienst sowie in der Pädagogik wurde ihm 1934 ein Ehrendoktortitel der Rechtswissenschaft vom Otterbein College in Ohio verliehen. Darüber hinaus verlieh ihm die National University 1961 einen Ehrendoktortitel der Pädagogik.
Ihm zu Ehren wurde außerdem ein Barangay in seiner Geburtsstadt Balaoan benannt.